# Moon Ji-in
Moon Ji-in (en hangul, 문지인) es una actriz surcoreana, conocida en particular por haber interpretado a Cheon Soon-hee en la serie Doctors.

## Biografía
Estudió en el Instituto de las Artes de Seúl.

## Carrera
Es miembro de la agencia "Entertainment TONG".
En marzo de 2018 se unió al elenco recurrente del melodrama de romance histórico Grand Prince donde interpreta a Ggeut-dan, una joven que proviene de una casa prestigiosa, pero que decide convertirse en acompañante de Sung Ja-hyun (Jin Se-yeon) para escapar de las exigencias de su familia.

## Filmografía

### Series de televisión
| Año     | Título                        | Personaje                         | Cadena        | Notas                     | Ref.                        |
| ------- | ----------------------------- | --------------------------------- | ------------- | ------------------------- | --------------------------- |
| 2007    | The Delicious Story           |                                   | SBS           |                           |                             |
| 2009    | Dream                         |                                   | SBS           |                           |                             |
| 2009-10 | Don't Hesitate                | Kim Ga-roo                        | SBS           |                           |                             |
| 2010    | Jejungwon                     |                                   | SBS           |                           |                             |
| 2010    | Oh! My Lady                   |                                   | SBS           |                           |                             |
| 2010    | Giant                         | Empleada de "Manbo Construction"  | SBS           |                           |                             |
| 2010    | You Don't Know Women          | Oh Kyung-ran                      | SBS           |                           |                             |
| 2011    | My Love By My Side            | Go Soo-bin                        | SBS           |                           | [ 5 ]                       |
| 2011-12 | Queen Insoo                   | Bok-sil                           | JTBC          |                           | [ 6 ]                       |
| 2012    | Family Portrait               | Jung Ha-na                        | SBS           |                           |                             |
| 2013    | Secret Love                   | Lee Hye-jin                       | KBS2          |                           | [ 7 ] [ 8 ] [ 9 ]           |
| 2013-14 | Miss Korea                    | Kim Yoo-ra                        | MBC           |                           | [ 10 ]                      |
| 2014    | The Idle Mermaid              |                                   | tvN           | Cameo                     |                             |
| 2014    | It's Okay, That's Love        | Min-young                         | SBS           |                           |                             |
| 2015    | Run Toward Tomorrow (ko)      |                                   | SBS           | Cameo                     |                             |
| 2015    | Drama Special – Funny Woman   | Go Eun-hee                        | KBS2          |                           | [ 11 ] [ 12 ] [ 13 ] [ 14 ] |
| 2015    | Yong-pal                      | Enfermera Song                    | SBS           |                           | [ 15 ] [ 16 ] [ 17 ]        |
| 2015    | The Village: Achiara's Secret | Soon-young                        | SBS           |                           | [ 18 ] [ 19 ] [ 20 ]        |
| 2016    | Madame Antoine                | Lee Kyung-joo                     | JTBC          | Cameo                     | [ 21 ] [ 22 ]               |
| 2016    | Tomorrow Boy                  | Seo Shin-young                    | Naver TV Cast | 5 episodios               | [ 23 ]                      |
| 2016    | Doctors                       | Cheon Soon-hee                    | SBS           | 20 episodios              | [ 24 ] [ 25 ] [ 26 ]        |
| 2016    | Dr. Romantic                  | Doctora, Amiga de Yoon Seo-jeong  | SBS           | Cameo, episodio 1         | [ 27 ] [ 28 ] [ 29 ] [ 30 ] |
| 2017    | Two Cops                      | Gil Da-jeong                      | MBC           |                           | [ 31 ] [ 32 ]               |
| 2018    | Grand Prince                  | Ggeut-dan                         | TV Chosun     | 4 episodios               | [ 33 ]                      |
| 2018    | The Beauty Inside             | Yoo Woo-mi                        | JTBC          |                           |                             |
| 2019    | Leverage                      | Hong Se-young                     | TV Chosun     |                           |                             |
| 2020    | 18 Again                      | Participante de Couples in Crisis | JTBC          | Ep. 11                    |                             |
| 2021    | Times                         | Myung Soo-kyung                   | OCN           |                           |                             |
| 2022    | Kill Heel                     | Noh Seong-woo                     | tvN           |                           | [ 34 ]                      |
| 2024    | My Sweet Mobster              | Gu Mi-ho                          | JTBC          |                           | [ 35 ] [ 36 ]               |
| 2025    | Manual para residentes        | Lee Young-seon                    | tvN           | Aparición especial, ep. 1 | [ 37 ]                      |

### Películas
| Año  | Título       | Personaje      | Ref.   |
| ---- | ------------ | -------------- | ------ |
| 2015 | C'est si bon | Juk ("Gachas") | [ 38 ] |
| 2006 | Desfile      | Estudiante 1   |        |

### Videos musicales
| Año  | Artista / Grupo | Canción                       | Notas |
| ---- | --------------- | ----------------------------- | ----- |
| 2013 | Kang Hani       | "뚱뚱해도 난좋아"             |       |
| 2013 | Kim Hyung-joong | "Hot Hot Hot"                 |       |
| -    | 8Eight          | "After Love Lost Let Me Sing" |       |

### Anuncios
| Año  | Título                         | Notas |
| ---- | ------------------------------ | ----- |
| 2008 | Keith Republic exclusive model | -     |
| 2007 | Canon PowerShot                | -     |
| 2006 | KTF data nationwide plan       | -     |
| -    | Lipton Green Tea               | -     |

## Premios y nominaciones
| Año  | Categoría              | Premio          | Serie   | Resultado |
| ---- | ---------------------- | --------------- | ------- | --------- |
| 2016 | Nueva estrella         | SBS Drama Award | Doctors | Ganadora  |
| 2016 | Actriz de género drama | SBS Drama Award | Doctors | Nominada  |